# Paarlahti
Paarlahti är en smal vik i sjön Näsijärvi i stadsdelen Kämmenniemi i Tammerfors. På grund av sin långsmala form benämns Paarlahti ibland som fjord. Den är cirka 10 kilometer lång och cirka 60 meter djup.